# Головна енергетична установка

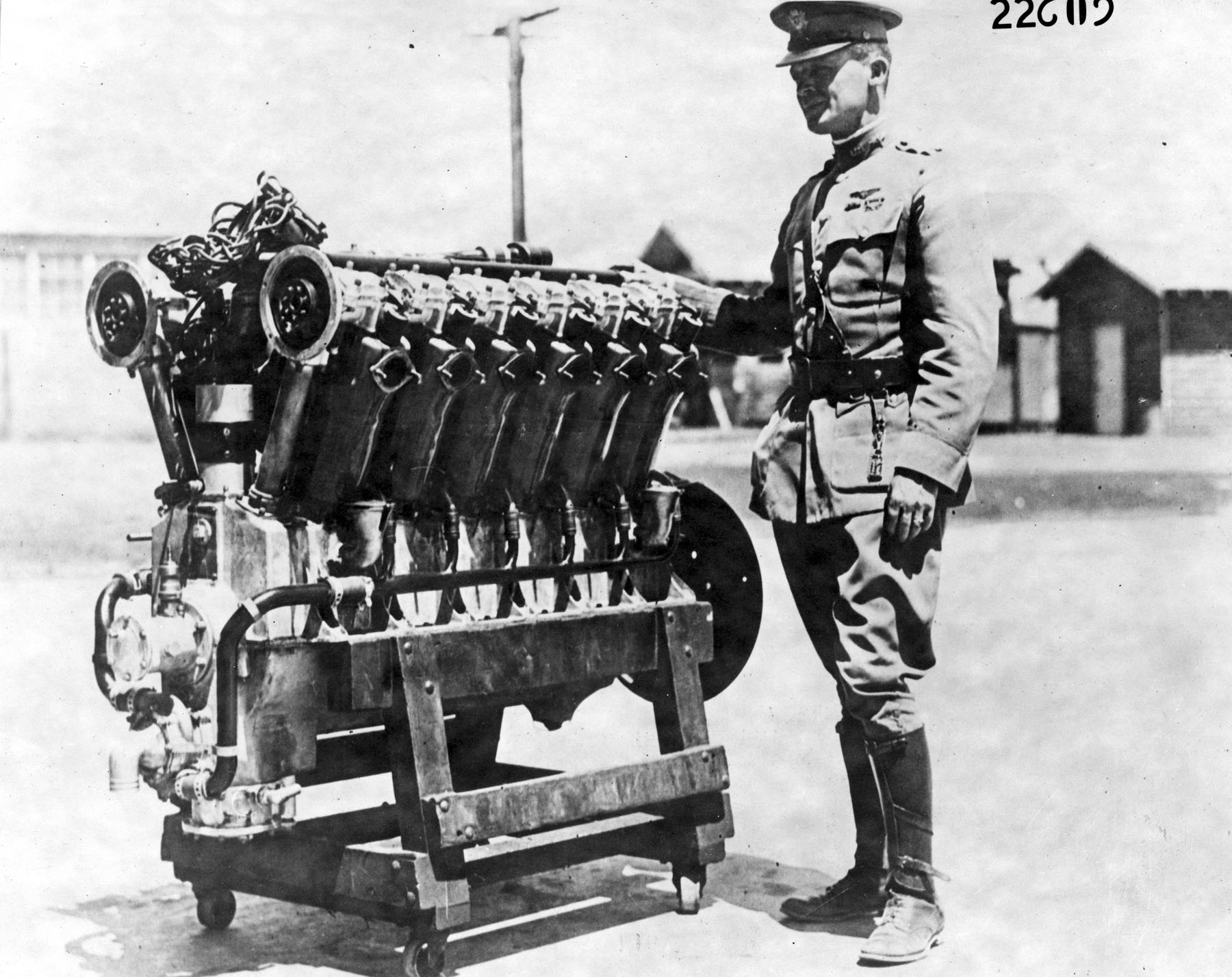
Майор американської армії Г.Арнольд біля одного з перших Liberty L-12, що згодом був встановлений на багато суден початку 20 століття

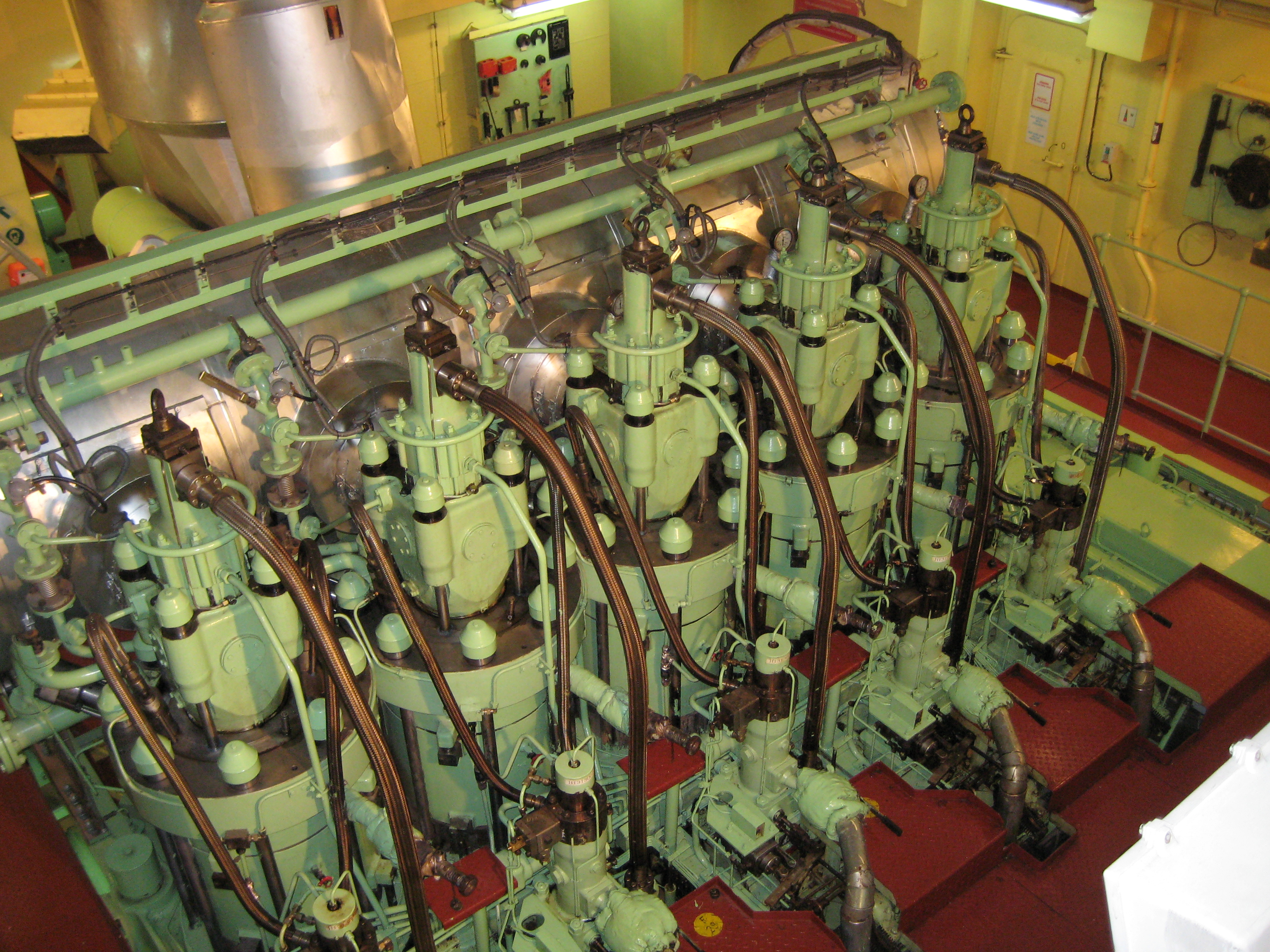
Дизельний двигун MAN B&W 5S50MC — головна енергетична установка хімічного танкера

Головна енергетична установка, також Суднова енергетична установка — комплекс машин, механізмів, теплообмінних апаратів, джерел енергії, пристроїв і трубопроводів та інших систем — призначених для забезпечення руху судна, а також постачання енергією різних його механізмів.

## Зміст
До складу енергетичної установки входять:
- ГЕУ — головна енергетична установка (що призводить судно до руху) — поділяється на:
  - головний двигун,
  - судновий рушій (колеса, гвинт тощо),
  - валопровід.
- Допоміжні механізми — для забезпечення судна електроенергією, парою (для побутових потреб або очищення танків), опріснення водою і ін.

До рушіїв відносяться гребний гвинт і гребне колесо. В ролі суднових енергетичних установок використовуються, як правило, парові машини і турбіни, газові турбіни і двигуни внутрішнього згоряння, в основному дизельні. На великих і потужних спеціалізованих суднах типу авіаносці, криголамів і підводних човнів часто застосовуються атомні енергетичні установки.